# Scatophila unicornis
Scatophila unicornis – gatunek muchówki z rodziny wodarkowatych i podrodziny Ephydrinae.
Gatunek ten opisany został w 1900 roku przez Leandera Czernego.
Muchówka o ciele długości około 1,5 mm. Głowę ma z jedną parą szczecinek orbitalnych, niewklęsłą twarzą i poziomym, krótkim kolcem na dolnej krawędzi. Tułów charakteryzuje biały wierzchołek tarczki. Użyłkowanie skrzydła cechuje żyłka kostalna dochodząca tylko do żyłki radialnej R4+5. Ubarwienie przezmianek jest żółte.
Owad znany z Hiszpanii, Islandii, Wielkiej Brytanii, Francji, Niemiec, Danii, Szwajcarii, Austrii, Włoch, Malty, Polski, Czech, Węgier, Bułgarii i nearktycznej Ameryki Północnej.